# Moked
Moked (hebrejsky: מוקד‎, doslova Ohnisko) byla izraelská politická strana.

## Okolnosti vzniku a ideologie strany
Strana byla založena před volbami roku 1973 jako nová politická formace, kdy se komunistická strana Maki sloučila s levicovým hnutím Tchelet-adom (תכלת-אדום‎, Modro-rudí). Strana Maki měla v dosluhujícím Knesetu jednoho poslance (Šmu'el Mikunis), zatímco hnutí modro-rudých parlamentní zastoupení nemělo. Nová strana pak ve volbách získala 1,4 % hlasů a jeden mandát, který připadl Me'iru Pa'ilovi. Během volebního období strana změnila svůj název na Moked-za mír a socialistickou změnu. Před volbami roku 1977 se ovšem strana roštěpila. Bývalí členové Maki se začlenili do nové formace Chadaš, nekomunističtí členové přešli do strany Machane smol le-Jisra'el.